# Elisha Brown
Elisha Brown (* 25. Mai 1717 in Providence, Colony of Rhode Island and Providence Plantations; † 20. April 1802 in North Providence, Rhode Island) war ein Vizegouverneur (Deputy Governor) der Colony of Rhode Island and Providence Plantations.

## Werdegang
Elisha Brown, Sohn von Mary Harris und James Brown, wurde während der Kolonialzeit im Providence County geboren. Sein Urgroßvater war Chad Brown, einer der ersten Siedler in Rhode Island und Baptistenprediger. Über die Jugendjahre von Elisha Brown ist nichts bekannt. Brown saß in der General Assembly. Er besaß ein großes Grundstück, welches er aber während der Finanzprobleme in der Mitte des 18. Jahrhunderts verlor. Während der Ward-Hopkins-Kontroverse stand er auf der Seite von Samuel Ward. Er war von 1765 bis 1767 Vizegouverneur unter ihm. Später zog er nach Wenscutt (heute ein Teil von North Providence), wo er ein Mitglied der Society of Friends wurde. Brown war zweimal verheiratet. Er heiratete zuerst Martha Smith, Tochter von Deborah Angell und John Smith. Die beiden Kolonialpräsidenten Gregory Dexter und Roger Williams waren ihre Urgroßväter. Brown heiratete nach dem Tod seiner ersten Ehefrau Hannah Cushing, die Witwe von Elijah Cushing und Tochter von Vizegouverneur James Barker.
Er war der Onkel des wohlhabenden Geschäftsmanns und Kongressabgeordneten John Brown sowie des Anti-Sklaverei-Aktivisten Moses Brown.